# Skryjský vodopád
Skryjský vodopád se nalézá na Zbirožském potoce v přírodní rezervaci Skryjská jezírka.
Průměrný průtok je 300 l/s.